# Koukol
Koukol (Agrostemma) je rod jednoletých středně vysokých rostlin s nafialovělými květy z čeledě hvozdíkovitých, kde je řazen do podčeledě Caryophylloideae.

## Výskyt
Pochází z oblastí okolo Středozemního moře odkud se postupně rozšířil po celé Evropě i střední a severní Asii, v pozdější době byl introdukován do Ameriky, jižní Afriky, Austrálie i Tichomoří. V České republice roste v současné době velice vzácně druh koukol polní.

## Popis
Jsou to byliny jednoleté. Jejich stonek zužující se směrem vzhůru roste z tlustého kořene, v horní části se většinou větví. Listy vyrůstající z pochvy se žilkovanými čepelemi jsou přisedlé, úzce kopinaté až čárkovité s ostrým vrcholem. Rostlina je jemně chlupatá.
Na koncích hlavní lodyhy a jejich větví vyrůstají jednotlivé pětičetné, většinou oboupohlavné květy, některé květy ale mají nefunkční samčí orgány. Koruna je tvořena tmavě fialovými nebo bílými lístky se zakulaceným, mírně vykrojeným vrcholem. Kalich sestává z úzkých zelených lístků nahoře ostře zakončených, delších než koruna. Květ má 10 funkčních tyčinek a 5 čnělek, gyneceum je tvořeno 5 plodolisty. Květy rozkvetající v červnu až srpnu opyluje létající hmyz, případně dojde k samoopylení.
Plodem jsou vejcovité tobolky otvírající se 5 zuby, ve kterých bývá 30 až 60 tmavých ledvinovitých semen.

## Rozmnožování
Semena koukolu vypadaná z tobolek mají v zemi poměrně krátkou dobu klíčivosti, asi jeden rok. Většinou již vyklíčí na podzim a mladé rostlinky přezimují až do jara, pak vyrostou a vykvetou. Semena dozrávají shodně s obilkami ozimých obilovin a pokud koukol rostl v obilném lánu, je společně s obilím sklizen a jeho semena jsou namíchána v osivu pro příští rok. Semena mají v suchém stavu poměrně dlouhou dobu klíčivosti a koukol se tak velice rychle šířil do všech obilnářských oblastí.

## Význam
Tato polní rostlina je odedávna považována za nepříjemný plevel rostoucí v obilninách. Ne proto že by obilninám příliš škodil, ale pro jeho jedovatá semena, která při semletí v mouku mohou svými jedovatými glykosidy, agrostemminem a githaginem, škodit lidskému zdraví nebo při zkrmování i zvířatům.
Zavedením čištění obilí před výsevem se koukol společně s jinými plevelnými semeny odstraňuje z osiva a na pole se již nedostane. Taktéž semena vypadlá z tobolek ještě na polích se hlubokou orbou dostanou do hloubky, odkud prvým rokem nevyklíčí a do dalších let již většinou ztratí klíčivost. Proto se koukol stal v zemích s vyspělým zemědělstvím vzácnou rostlinou, daří se mu pouze v oblastech s tradičním způsobem pěstování obilovin, kdy sklizená zrna obilí se vysévají bez čištění, sejí na stejná místa několik let po sobě nebo se pole ořou jen mělce. Koukol se leckde v zahradách vysévá jako ozdobná letnička.

## Taxonomie
Není dosud ujednocen názor, kolika druhy je rod koukol tvořen. Podle  je to jeden druh, podle  jsou to dva a podle  to jsou druhy tři.